# Johann Simon Kreuzpointner
Johann Simon Kreuzpointner (* 16. November 1968 in Altötting) ist ein in Wien lebender deutscher Komponist, Musikpädagoge und Kirchenmusiker.

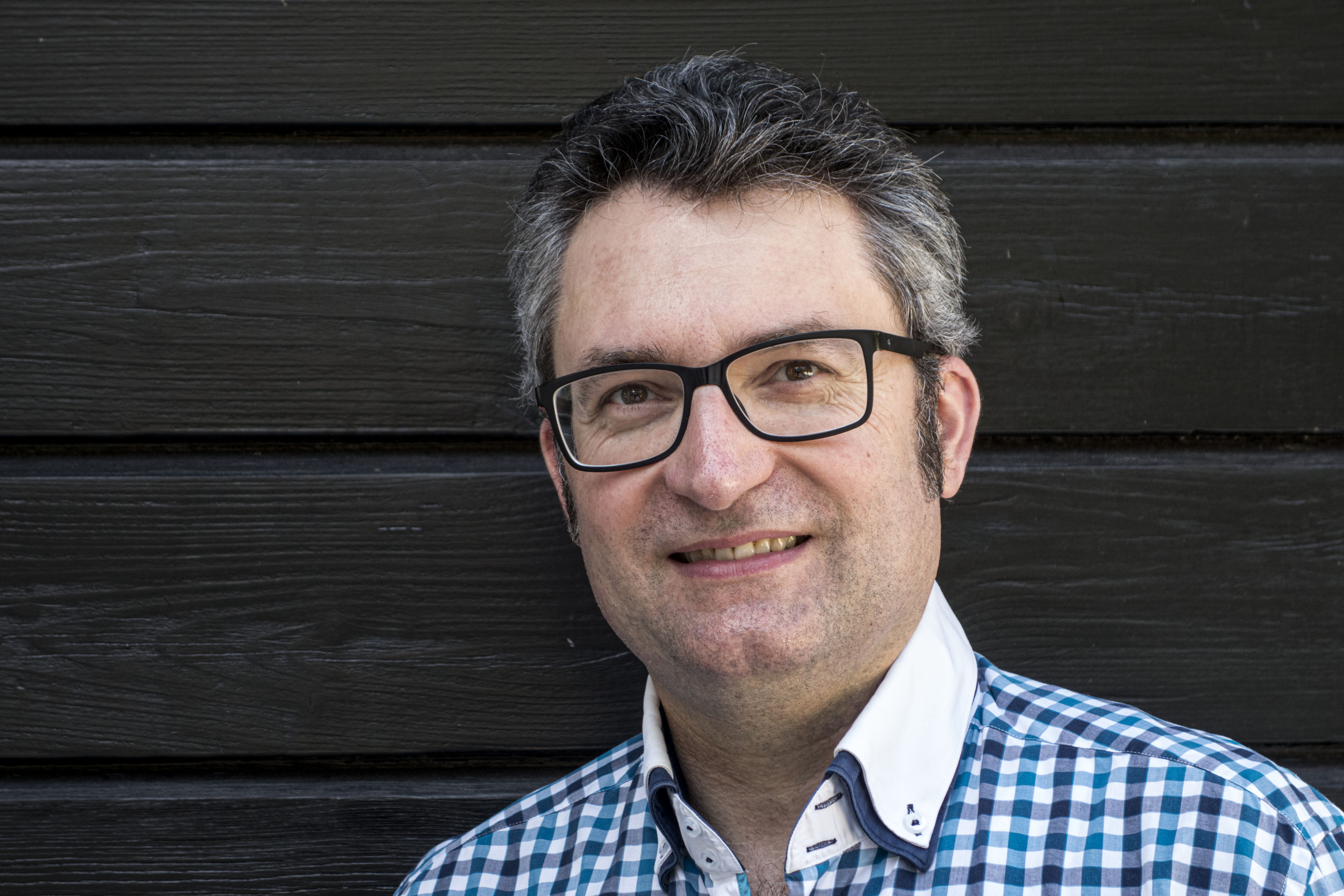
Johann Simon Kreuzpointner (2018)

## Leben
Während seiner Schulzeit am Kurfürst-Maximilian-Gymnasium in Burghausen erhielt er seinen ersten Klavier- und Orgelunterricht. Nach dem Abitur 1989 entschied er sich für das Studium der katholischen Theologie an der Universität Passau. In Passau nahm er Orgelunterricht beim Domorganist Walther R. Schuster, der ihn zum Musikstudium ermutigte. 1991 übersiedelte er nach Wien und studierte an der Universität für Musik und darstellende Kunst Komposition (Kurt Schwertsik) und Musiktheorie (Claus Ganter), sowie katholische Kirchenmusik am Diözesankonservatorium für Kirchenmusik St. Pölten (Michael Kitzinger und Otto Kargl) und später an der Musikuniversität in Wien (Klaus Kuchling und Peter Planyavsky).

## Schaffen
Nach dem Studium bekleidete er 1999 interimistisch für ein knappes Jahr das Amt des Domorganisten in St. Pölten und wechselte 2000 als Lehrer an das dortige Diözesankonservatorium für Kirchenmusik. 2003 kam er als Regionalkantor (Süd) ins Kirchenmusikreferat der Diözese St. Pölten. Im gleichen Jahr übernahm er für acht Jahre die Leitung des Kirchenchors der Pfarrei Ybbs/Donau. Seit 2011 leitet er das Kirchenmusikreferat der Diözese St. Pölten.
Im Rahmen des Projekts „Neues Gebet- und Gesangbuch für die katholische Kirche im deutschen Sprachraum“ wirkte er 2007 bis 2013 in der AG IVb (Instrumentalmaterialien/Klavierbuch). Auf Österreichebene arbeitete er in der AG Orgelbuch und AG Orgelintonationen mit.
2003 bis 2018 gehörte er der Fachkommission NGL an. Seit 2013 ist er Fachbeirat der katholischen Fachzeitschrift „Singende Kirche“ und zeigt sich dort ab 2014 für die Notenbeilagen verantwortlich. 2019 wurde er als 2. Vizepräsident in den Vorstand der Österreichischen Kirchenmusikkommission gewählt. Mit 1. Januar 2023 übernimmt er die Präsidentschaft von seinem Vorgänger, Franz Karl Praßl.

## Werke (Auswahl)

### Kompositionen

#### Orgelwerke
- 1. Sonate für Orgel (1995/96)[3]
- Choralphantasie „Ein Haus voll Glorie schauet“ für Orgel (1996)[3]
- Echo-Phantasie über das Lied „Wer nur den lieben Gott lässt walten“ für Orgel (2001)[3]
- Partita über „Der Herr bricht ein um Mitternacht“ für Orgel (2002)[3]
- Fÿnf starckbairische Weihnachtspastorellen für Orgel (2004)[3]
- 2. Sonate für Orgel (2010/11)[3]

Mit dem Erscheinen des katholischen Gesangbuchs Gotteslob (2013) entstanden nun wieder vermehrt choralgebundene Orgelwerke. So erschienen in der Reihe Choralvorspiele für Orgel zum Gotteslob (Carus):
- Nun ist sie da, die rechte Zeit (Vesperpräludium) Band 2 (2014)[4]
- Nun ist sie da, die rechte Zeit (Betrachtung für Orgel) Band 2 (2014)[4]
- Komm her, freu dich mit uns (Kleines Triptychon) Band 3 (2016)[5]
- Herr, nimm auch uns zum Tabor mit Band 4 (2017)[6]

Sieben Orgelstücke in Form von Choralvorspielen (Doblinger, 2018):
- Herr Jesu Christ, dich zu uns wend
- Herr, erbarme dich
- Herr, wir hören auf dein Wort
- Halleluja
- Wir weihn der Erde Gaben
- Hilf, Herr meines Lebens
- Nun danket alle Gott

#### Vokalwerke
- Nua zwengs da Liab Sieben altbairische Liebeslieder für Sopran und Klavier (2005)[8]
- Missa de Beata Maria Virgine für Sopran und Violine (2002|04|08)[9]
- …verschwunden… Kantate für Frauenchor, Violine, Violoncello und Klavier (2009)[8]
- Proprium zur Austeilung der Asche für Solo, Chor und Orgel (2009)

- memento mori  Kantate für Chor [SATB] Soli [SB] und Orgel (2016)
- Historia vom brennenden Dornbusch am Gottesberg Horeb Kurzoratorium für Sopran-, Baritonsolo, gemischten Chor und Orgel (2018|19|21)

#### Vokalwerke aus dem Bereich NGL (Neues Geistliches Liedgut)
Für ein Ensemble des Priesterseminars St. Stephan (Passau) komponierte er 1990/91 ein lateinisches Messordinarium, das 2011 in einer Neubearbeitung als Ragtime Mass im Dehm Verlag (Limburg) erschien.
Während seines Studiums leitete er diverse Jugendchöre und schrieb dafür zahlreiche Arrangements und Lieder. In Neuzusammenstellungen wurden sie als „Messen mit Neuen Geistlichen Liedern“ im Dehm Verlag veröffentlicht.
- Lass die Liebe größer werden (2015)[11]
- Unter uns Menschen (2017)[12]
- Ihr erbt letztlich das Land (2020)[13]

#### Kammermusikwerke
Ab Mitte der 1990er Jahre wendete er sich kompositorisch vermehrt der klassischen Moderne zu und schuf kammermusikalische Werke und Chorkompositionen, die mitunter deutliche Akzente bayerischer Volksmusik tragen.
- Suite „Fin de siècle“ für Flöte, Oboe, Klarinette, Horn und Fagott (1996/1997 revidiert 2005)[14]
- Trio Concertante (2006) für zwei Klarinetten in B und Orgel[14]
- FAgelt’sGOTT (2009) für Fagottquartett[14]
- Sonata "Porta itineri longissima est" 2010/11 für Trompete und Klavier (Orgel)[14]
- Zwee Stifen oder Etwas zum Gruseln und Fürchten (2012) nach einer altbairischen Spinnstubengeschichte aus der Mühldorfer Gegend, aufgezeichnet von Lorenz Strobl im Jahre 1926 für sprechendes Fagottquartett[14]
- Drei Außerboarische (2017) für Flauto dolce, zwei Geigen, Bratsche, Kontrabass und Harfe[14]

### Rekonstruktionen
Für die Diplomprüfung für Komposition legte er unter anderem eine Rekonstruktion der Missa III und Missa IV von Georg Kopp (um 1600–1666) vor. In der Folge stellte er sich immer wieder der Herausforderung, fragmentarische oder unvollendete Kirchenmusik zu rekonstruieren.
- Missa brevissima (Carus)[15] von W. A. Mozart
- Missa in C (Edition Goldgruber)[16] von W. A. Mozart

### Bearbeitungen
- Sieben Landler  von Franz Schubert für Flauto dolce, Streichquartett, Harfe und Orgel (2016)
- Ludwig van Beethoven für Orgel  Doblinger (2020)[17]
- Frischer Wind Linz (2020)[18]

## Auszeichnungen
- 1988 Barbarino-Musikpreis – Kurfürst-Maximilian-Gymnasium, Burghausen (Deutschland) 1. Preis
- 2006 Bischof-Slatkonia-Preis für neue liturgische Musik – Erzdiözese Wien. 1. Preis
- 2018 Burghauser Kompositionswettbewerb – „200 Jahre Stille Nacht“ 1. Preis
- 2018 Wettbewerb des Erzbischöflichen Ordinariats München – Tage Neuer Kirchenmusik im Erzbistum München (Deutschland)